# Collado de montaña

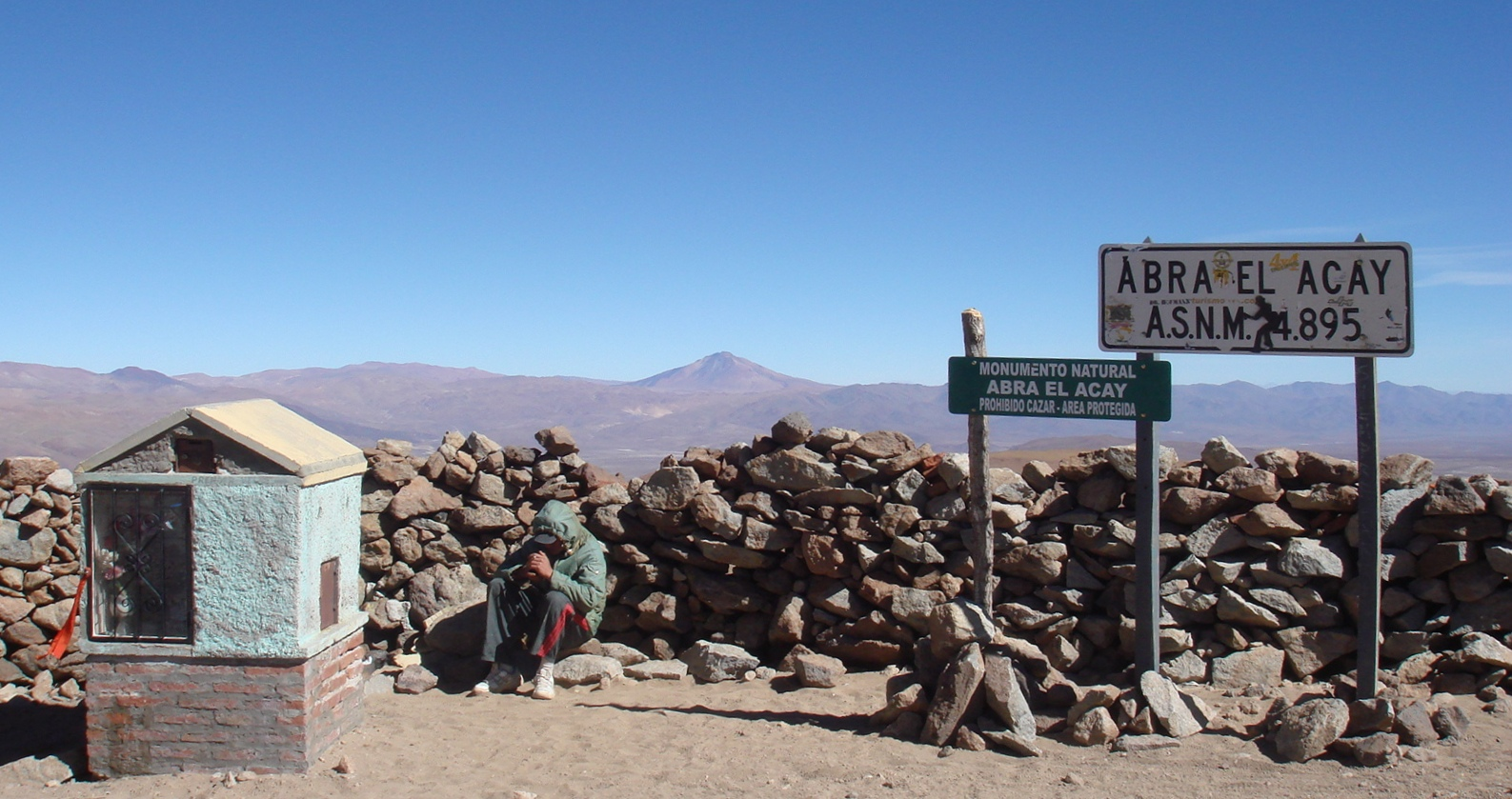
Paso de montaña Abra del Acay, a 5061 m s. n. m. en la provincia de Salta, Argentina.

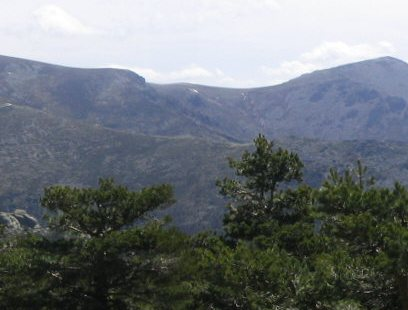
Collado del Piornal (2074 m s. n. m.), situado entre las montañas de la Bola del Mundo (2265 m s. n. m.) y La Maliciosa (2227 m s. n. m.), todo ello en la sierra de Guadarrama (España).

Un collado, también denominado collado de montaña o abra, es el punto más bajo de una línea de cumbres comprendido entre dos elevaciones. Por este motivo, son usados para atravesar los cordales montañosos. Cuando una vía de comunicación aprovecha un collado para atravesar una cadena montañosa, se habla de puerto de montaña, paso de montaña o portillo.
El equivalente submarino del collado es denominado umbral.

## Punto de ensilladura

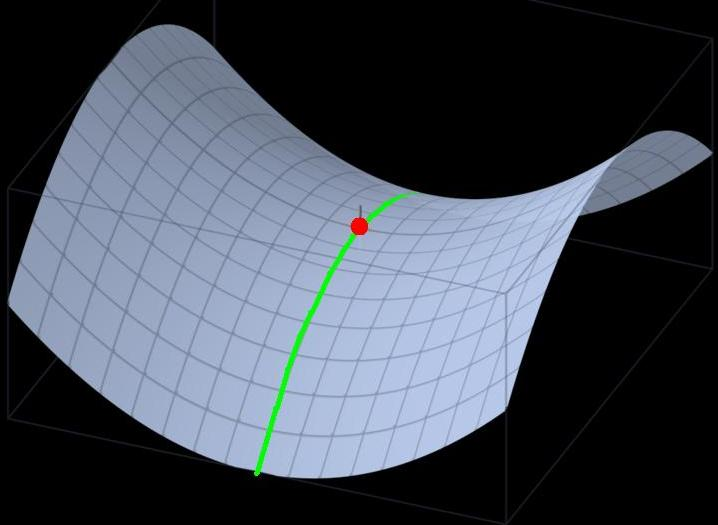
Punto de collado.

Topológicamente, un collado corresponde a un punto de ensilladura de la topografía (un lugar en el que en una dirección la topografía es máxima mientras que en la perpendicular es mínima). 
Un collado sobre una arista rocosa o una cresta que en vez de laderas está delimitado por paredes más o menos verticales se denomina «brecha». Los itinerarios de alta montaña que tienen por destino a las brechas se denominan «corredores» o «canales».